# Relaciones Japón-Unión Soviética
Las Relaciones entre la Unión Soviética y Japón entre el establecimiento de la URSS en 1922 y su colapso en 1991 tendieron a ser hostiles. Japón había enviado tropas para contrarrestar la presencia bolchevique en el Lejano Oriente de Rusia durante la guerra civil rusa, y ambos países habían estado en lados opuestos durante la Segunda Guerra Mundial y la Guerra Fría. Además, los conflictos territoriales sobre las Islas Kuriles y el sur de Sajalín fueron una fuente constante de tensión. Estos problemas, junto con otra serie de pequeños conflictos, impidieron a ambos países solucionar sus problemas a partir de la firma de un tratado de paz de la Segunda Guerra Mundial, y la situación sigue actualmente sin resolver.
Las tensiones entre Japón y la Unión Soviética tienen profundas raíces históricas, llegando hasta la competitividad entre el Imperio del Japón y el Imperio Ruso por el dominio del noreste de Asia. El gobierno soviético se negó a firmar el tratado de paz de 1951 y el estado de guerra entre la Unión Soviética y Japón técnicamente existió hasta 1956, cuando terminó con la declaración conjunta de la URSS y Japón de 1956 . Un tratado de paz formal entre la Unión Soviética (luego Rusia) y Japón todavía no ha sido firmado.
El principal obstáculo para mejorar las relaciones entre la Unión Soviética y Japón en el período posguerra ha sido la disputa territorial sobre las islas Kuriles, que son conocidas en Japón como los Territorios del Norte.

## 1922–1925: Reconocimiento de la Unión Soviética

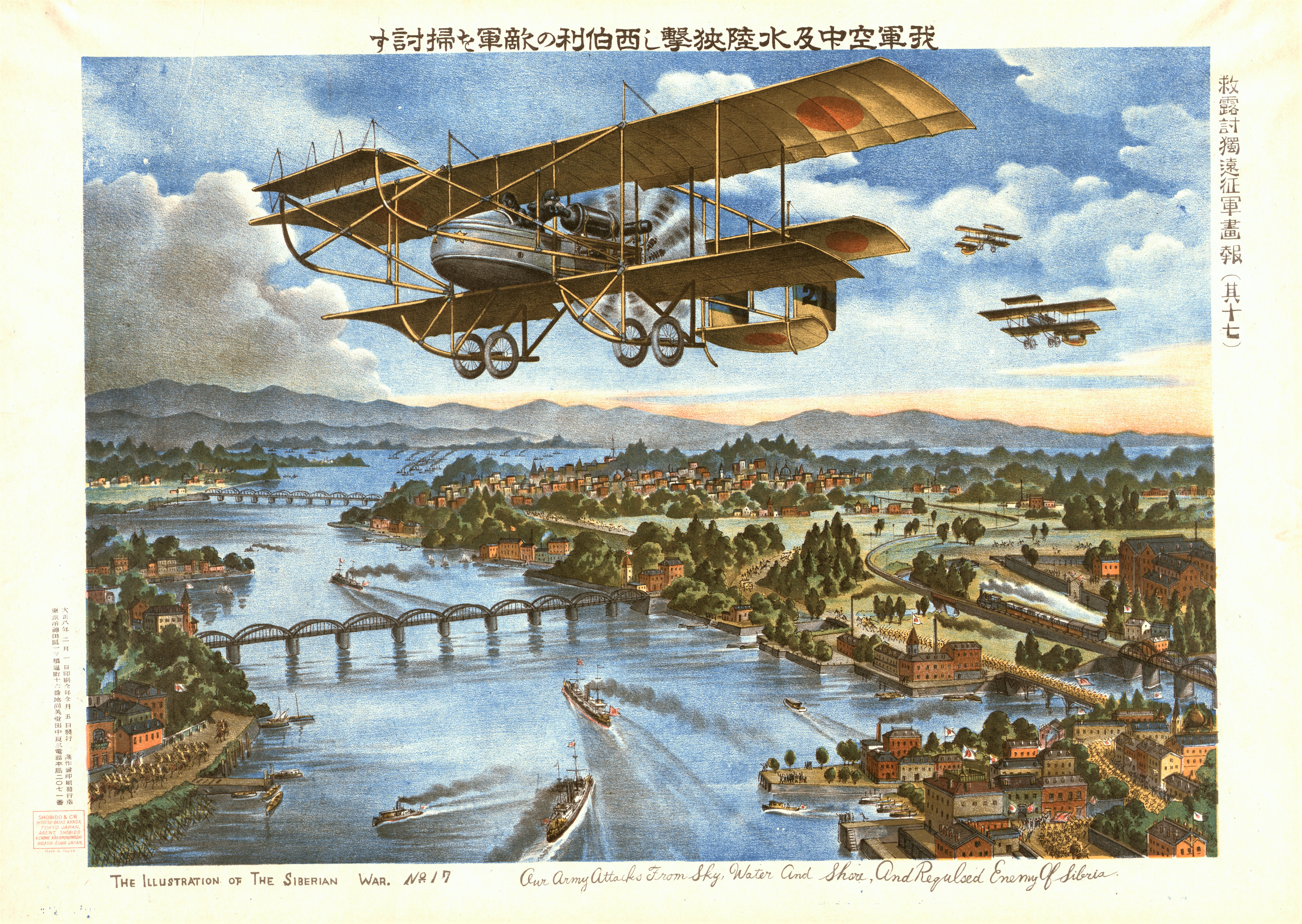
Propaganda Japonesa para la ocupación del lejano este ruso, 1919-1922.

Las malas relaciones entre la Unión Soviética y el Japón en las décadas de 1920 hasta 1940 probablemente tiene su origen en la victoria de Japón sobre la Rusia imperial, el Estado predecesor de la Unión Soviética, en la guerra ruso-japonesa de 1904 a 1905. Asimismo, durante la guerra civil rusa (1918 a 1921), Japón (como miembro de las fuerzas intervencionistas aliadas) ocupó Vladivostok y no se marchó del territorio hasta 1922, año en el que la Unión Soviética fue fundada.
El 20 de enero de 1925, después de varios años de negociaciones entre Japón y la Unión Soviética, ambos países firmaron un acuerdo para establecer relaciones diplomáticas. Estuvieron de acuerdo en que el Tratado de Portsmouth de 1905 (tratado entre el Imperio Ruso y el Imperio del Japón, que puso fin a la guerra ruso-japonesa) se mantuviera en vigor, mientras que otros acuerdos y tratados entre los dos los países debían ser reexaminados. Mediante este acuerdo, Japón reconoció formalmente a la Unión Soviética. La ratificación fue llevada a cabo en Pekín el 26 de febrero de 1925. El acuerdo se registró en la Liga de las Naciones el 20 de mayo de 1925.

## 1925-1932: Cooperación en la calma
Los primeros años después del establecimiento de relaciones diplomáticas se caracterizaron por la calma, que fue principalmente el resultado de la retención parcial de las políticas expansionistas del imperio japonés antes de 1931, así como la necesidad soviética de mantener el comercio, y el deterioro temporal en China de las relaciones chino-soviéticas en todo el período de la Guerra Chino-Soviética de 1929.
Ya en 1925, inmediatamente después del establecimiento de relaciones, el gobierno japonés retiró sus fuerzas de la parte norte de Sajalín, capturado por el ejército japonés durante la intervención de Siberia.
Un paso importante en este período fue la conclusión el 23 de enero de 1928 de un acuerdo de pesca soviético-japonés, lo que permitió a los japoneses pescar en las aguas del Océano Pacífico adyacente a la costa soviética. La ratificación fue llevada a cabo en Tokio el 23 de mayo de 1928. El acuerdo fue registrado en la League of Nations Treaty Series el 5 de septiembre de 1928.

## 1932–1946: Deterioro de las relaciones y guerra
Después de la invasión japonesa de Manchuria y el establecimiento del estado títere de Manchukuo en 1932, Japón volvió a sus intereses militares en los territorios soviéticos. Las relaciones soviético-japonesas se deterioraron bruscamente a partir de 1936. Esto deriva del establecimiento del Pacto Antikomintern entre Japón y la Alemania nazi en noviembre de 1936, que fue diseñado como una defensa contra el comunismo internacional.
El primer gran incidente entre soviéticos y japoneses en la frontera, fue la llamada batalla del lago Jasán (1938), que sucedió en Primorie, no muy lejos de Vladivostok. Los conflictos entre los japoneses y los soviéticos sucedían con frecuencia en la frontera de Manchuria, y se convirtieron en una guerra fronteriza no declarada que se decidió en la batalla de Jaljin Gol (1939), que tuvo lugar en la frontera con Mongolia, en Manchuria. La Unión Soviética ganó con decisión, y disuadió a Japón de cualquier agresión durante la Segunda Guerra Mundial.
En 1941, dos años después de la guerra fronteriza, Japón y la Unión Soviética firmaron un pacto de neutralidad. Más tarde, en 1941, Japón consideraría romper el pacto cuando la Alemania nazi invadió la Unión Soviética (Operación Barbarroja). Pero no lo hicieron, en gran parte debido a la derrota en la Batalla de Jaljin Gol, a pesar de que Japón y la Alemania nazi formaban parte del Pacto Tripartito.
En abril de 1945, antes de la derrota de Alemania, la Unión Soviética, anuló el pacto de neutralidad, y después de la derrota alemana en Europa y de conformidad con sus obligaciones en virtud del acuerdo de Yalta, la Unión Soviética declaró la guerra a Japón en apoyo de los aliados e invadió Manchuria. La invasión comenzó el 8 de agosto de 1945, exactamente tres meses después de la rendición alemana del 8 de mayo. Exactamente, se inició entre los lanzamientos de las bombas atómicas sobre Hiroshima (6 de agosto) y Nagasaki (9 de agosto).
La decisión de Japón de rendirse se llevó a cabo antes de la escalada de ataques soviéticos en Manchuria, Sajalín y las Islas Kuriles. Pero si la guerra hubiera continuado, los soviéticos tenían planes de invadir Hokkaidō mucho antes de la invasión aliada de la isla de Kyūshū.
Debido a la invasión, 56 islas de la cadena de las Kuriles, así como la mitad sur de Sajalín (es decir, los Territorios del Norte), fueron incorporados a la Unión Soviética en 1946 por un decreto del Presidium del Sóviet Supremo de la URSS. Este decreto creó una provincia de Sajalín del Sur en la Región de Jabárovsk de la Unión Soviética. Esta anexión no fue reconocida por Japón y evitó la conclusión de un tratado de paz soviético-japonés y el establecimiento de relaciones más estrechas entre los dos estados. La Unión Soviética se negó a devolver estos territorios, ya que temía que el retorno animara a China a impulsar sus propias reivindicaciones territoriales contra la Unión Soviética. Además, la URSS utilizó las islas como parte de una red de lucha antisubmarina protegiendo la desembocadura del Mar de Ojotsk.

## 1946–1960s: Restauración de las relaciones
Durante la primera mitad de la década de 1950, otros problemas pendientes incluían los derechos de pesca de Japón en el Mar de Ojotsk y en las costas de las provincias marítimas soviéticas y la repatriación de prisioneros de guerra japoneses, que seguían detenidos en la Unión Soviética. La negociación de estas cuestiones se rompió a principios de 1956 debido a la tensión sobre las reivindicaciones territoriales.
Sin embargo, las negociaciones se reanudaron, y la Unión Soviética y Japón firmaron una Declaración Conjunta el 19 de octubre de 1956, en el que se disponía el restablecimiento de relaciones diplomáticas y el fin a la guerra. Las dos partes también acordaron continuar las negociaciones para un tratado de paz, incluyendo las cuestiones territoriales. Además, la Unión Soviética se comprometió a apoyar a Japón para ser miembro de las Naciones Unidas y renunciar a todas las reparaciones de la II Guerra Mundial. La declaración conjunta fue acompañada de un tratado de comercio que garantizaba un tratamiento mutuo como naciones favoritas para el desarrollo del comercio.
Japón obtuvo pocos beneficios evidentes a partir de la normalización de las relaciones diplomáticas. Ea segunda mitad de la década de 1950 se registró un aumento de los intercambios culturales. Sin embargo, la propaganda soviética tuvo poco éxito en Japón, donde se encontró con una gran antipatía derivada de la rivalidad ruso-japonesa en Corea, Manchuria, y China en el siglo XIX, de la guerra ruso-japonesa de 1904-5, y de la declaración de guerra soviética a Japón en los últimos días de la Segunda Guerra Mundial, por el acuerdo de Yalta. 
La Unión Soviética trató de inducir al Japón a abandonar sus reivindicaciones territoriales alternando las amenazas y la persuasión. Ya en 1956, se insinuó la posibilidad de considerar la devolución de las islas Habomai y Shikotan si Japón abandonaba su alianza con los Estados Unidos. En 1960, el gobierno soviético advirtió a Japón de su posición contra la firma del Tratado de Cooperación Mutua y de Seguridad entre los Estados Unidos y Japón. Después de la firma del tratado, declaró que no entregaría las islas Habomai y Shikotan bajo ninguna circunstancia a menos que Japón derogase el tratado de inmediato. En 1964, la Unión Soviética ofreció devolver las islas, si los Estados Unidos ponían fin a su presencia militar en Okinawa y las islas principales del Japón.

## 1960s–1975: Mejorando las relaciones
A pesar de divergencias sobre la cuestión territorial, en la que ninguna de las partes se prestó a ceder terreno, las relaciones de Japón con la Unión Soviética mejoraron sensiblemente después de mediados de 1960. El gobierno soviético comenzó a buscar la cooperación japonesa en sus planes de desarrollo económico, y los japoneses respondieron positivamente. Los dos países firmaron un acuerdo comercial de cinco años en enero de 1966 y también un acuerdo de aviación civil.
La cooperación económica se expandió rápidamente durante la década de 1970, a pesar de una relación política a menudo tensa. Las dos economías eran complementarias, ya que la Unión Soviética necesitaba de Japón capital, tecnología y bienes de consumo; mientras que Japón necesitaba recursos naturales, tales como petróleo, gas natural, carbón, hierro y madera. En 1979 el comercio total había llegado a los $4.400 millones al año e hizo a Japón, después de la República Federal de Alemania (Alemania Occidental), el socio comercial no socialista más importante de la Unión Soviética.
Las relaciones políticas entre Japón y la Unión Soviética durante la década de 1970 se caracterizaron por el intercambio frecuente de visitas de alto nivel para explorar la posibilidad de mejorar las relaciones bilaterales y de repetidas discusiones de un tratado de paz, que fueron abortados porque ninguna de las partes estaba dispuesta a ceder en la cuestión territorial. El ministro de exteriores de la Unión Soviética, Andréi Gromyko, visitó Tokio en enero de 1972, un mes antes de que el presidente de los Estados Unidos Nixon realizara una visita histórica a China, para reabrir las relaciones a nivel ministerial, tras un período de lapso de seis años. Otras conversaciones de alto nivel entre la Unión Soviética y Japón se llevaron a cabo en Moscú durante los próximos tres años, incluyendo la reunión en octubre de 1973 entre el primer ministro Tanaka Kakuei y Leonid Brézhnev, secretario general del Partido Comunista de la Unión Soviética, pero continuó el estancamiento de la cuestión territorial, y las sombrías perspectivas para una solución. Moscú comenzó a proponer un tratado de amistad y buena voluntad, como medida provisional, mientras que las negociaciones del tratado de paz continuaran. Esta propuesta fue rechazada con firmeza por Japón.

## 1975-1990: Tensiones en las relaciones
Después de 1975, la Unión Soviética comenzó abiertamente a advertir que un Tratado de paz japonés con China podría poner en peligro las relaciones soviético-japonesas. En enero de 1976, Andréi Gromyko volvió a visitar Tokio para reanudar las conversaciones sobre el tratado de paz. Cuando los japoneses se negaron de nuevo a ceder en la cuestión territorial, Gromyko se ofreció a devolver dos de las islas de las zonas controladas por la URSS, Habomai y Shikotan, si Japón firmaba un tratado de buena voluntad y cooperación. También advirtió a Japón, en referencia a China, contra "cuerpos que aparecen contra la relajación de las tensiones diplomáticas y que intentan complicar las relaciones entre estados, incluyendo nuestros países".
La firma del tratado de paz chino-japonés a mediados de 1978 fue un importante revés para las relaciones soviético-japonesas. A pesar de las protestas de Japón sobre que la cláusula de antihegemonía del tratado no iba dirigida contra ningún país en particular, Moscú vio cómo Tokio se posicionaba con Washington y Pekín, firmemente en el campo antisoviético. Oficialmente, ambas partes continuaron expresando el deseo de mejorar las relaciones, pero las acciones soviéticas sólo sirvieron para alarmar y alienar a la parte japonesa. Durante la década de 1980, la acumulación militar soviética en el Pacífico fue un ejemplo de ello.
Durante la década de 1980 se mostró un endurecimiento en la actitud japonesa hacia la Unión Soviética. Japón fue presionada por los Estados Unidos para hacer un mayor esfuerzo por controlar la expansión del poder soviético en el mundo en desarrollo, después de la entrada del Ejército Rojo en Afganistán de diciembre de 1979. Japón respondió cortando relaciones beneficiosas para el régimen soviético, y con la prestación de asistencia a países de "primera línea", como por ejemplo Pakistán y Tailandia. Bajo el mandato del primer ministro Yasuhiro Nakasone, Japón trabajó duro para demostrar una cercanía con los puntos de vista de la administración de Reagan respecto a la "amenaza soviética", para demostrar una identidad de puntos de vista de la administración Reagan respecto de la "amenaza soviética". Japón construyó de manera continua su ejército, dio la bienvenida a los aumentos en número de las fuerzas armadas estadounidensas en Japón y en el Pacífico occidental, y prometió una estrecha cooperación para hacer frente al peligro que planteaba el poder soviético.
La cooperación económica soviética-japonesa se vio interrumpida por la decisión de Japón en 1980 de participar en las sanciones contra la Unión Soviética por su participación en la guerra de Afganistán y por sus acciones para mantener en suspenso una serie de proyectos en negociación, para prohibir la exportación de algunos artículos de alta tecnología, y suspender los préstamos de desarrollo de Siberia. Posteriormente, el interés de Japón en la cooperación económica con la Unión Soviética disminuyó mientras en Tokio encontraron proveedores alternativos y seguía siendo incierta la viabilidad económica y estabilidad política de la Unión Soviética con Gorbachov. El comercio entre Japón y la Unión Soviética en 1988 fue valorada en cerca de 6 mil millones de dólares.
Aunque la opinión pública y los medios de comunicación seguían mostrándose escépticos sobre el peligro que para Japón plantearon las fuerzas soviéticas en Asia, hubo una fuerte oposición en Japón a la negativa de Moscú a acceder al reclamo por parte de Japón de los Territorios del Norte, conocidos por los japoneses como Etorofu y Kunashiri en el extremo sur del archipiélago de las Kuriles, y la pequeña isla de Shikotan y las Islas Jabomai, al noreste de Hokkaidō, que fueron ocupadas por los soviéticos en los últimos días de la Segunda Guerra Mundial. El asentamiento de fuerzas militares soviéticas en las islas dio una prueba tangible de la amenaza soviética, y las maniobras de provocación soviética por vía aérea y con las fuerzas navales en el territorio reclamado por los japoneses sirvió para reforzar la política oficial japonesa de estrecha colaboración con los Estados Unidos contra el poder soviético. En 1979, el gobierno japonés protestó específicamente contra la acumulación de fuerzas soviéticas en Etorofu, Kunashiri y Shikotan.
El advenimiento del régimen de Mijaíl Gorbachov en Moscú en 1985, trajo un reemplazo de la línea dura de los diplomáticos soviéticos, que eran expertos en asuntos de Asia con diplomáticos más flexibles que reclamaban un mayor contacto con Japón. Gorbachov asumió el liderazgo en nuevas iniciativas prometedoras en Asia, pero la grueso de la política soviética cambió más lentamente. En particular, en el resto de la década de 1980, los funcionarios soviéticos todavía parecía no estar comprometidos con respecto a los Territorios del Norte, las fuerzas soviéticas en el Pacífico occidental todavía parecía centradas en las amenazas hacia Japón, y los problemas económicos soviéticos y la falta de divisas extranjeras hizo que las posibilidades para nuevas relaciones económicas entre Japón y la Unión Soviética parecieran lejanas. En 1990 Japón era el menos entusiasta entre los mayores países desarrollados alineados con los Estados Unidos en fomentar un mayor contacto con la Unión Soviética.
Los cambios en la política soviética llevados a cabo bajo la presidencia de Gorbachov en la década de 1980, incluyendo los intentos de reforma interna y la búsqueda de la distensión con los Estados Unidos y Europa Occidental, provocó en general un interés positivo en Japón, pero el gobierno japonés sostuvo que la Unión Soviética no había cambiado su política en temas vitales para la nación nipona. El gobierno declaró que no mantendría relaciones normales con la Unión Soviética hasta que recuperara los Territorios del Norte. El gobierno y los líderes empresariales japoneses señalaron además que el comercio japonés y la inversión en la Unión Soviética no crecería considerablemente hasta que el asunto de los Territorios del Norte fuera resuelto.

## 1990s: Disolución de la URSS
En 1990, el gobierno soviético había cambiado sus tácticas. La Unión Soviética reconoce ahora que la cuestión territorial es un problema y habla con funcionarios japoneses de los niveles más altos y en reuniones de trabajo. Según los informes, oficiales soviéticos presentaron una propuesta para arrendar los Territorios del Norte y parte de Sajalín —tiempo atrás parte de la colonia japonesa- a Japón. Gorbachov y otros también hicieron referencia a una oferta soviética (1956) de devolver una de las tres islas principales (Shikotan, la más pequeña de las tres) y las Islas Jabomai, y había indicaciones de que Moscú podría estarse preparando para volver a realizar la oferta. La Unión Soviética hizo hincapié en que no devolvería todas las islas debido a la oposición pública soviética y el despertar de posibles reclamos territoriales por parte de otros países contra la URSS. El ejército soviético se opuso a la devolución porque las Islas Kuriles proporcionan una barrera protectora para el mar de Ojotsk, donde los submarinos de la Marina Soviética desplegaban misiles de largo alcance balístico.
El gobierno soviético también intensificó su diplomacia hacia Japón con el anuncio en 1990 de que Gorbachov visitaría Japón en 1991. Los funcionarios soviéticos afirmaron que su gobierno propondría las conversaciones de desarme con Japón y podría hacer más propuestas sobre los Territorios del Norte en la visita. Los observadores creyeron que Gorbachov podría proponer conjunto de acuerdos con relación a las islas, la reducción de armamento, y la cooperación económica. En enero de 1990, el ministro de Relaciones Exteriores cambió su posición, que anteriormente había rechazado las negociaciones con la Unión Soviética sobre reducción de armas, lo que indicaba que Japón estaría dispuesto a negociar. Funcionarios del ministerio anunciaron que el gobierno de formularía políticas sobre reducción de armamento en estrecha coordinación con los Estados Unidos.
El gobierno de Boris Yeltsin asumió el poder en Rusia a finales de 1991 cuando la Unión Soviética se disolvió. Una vez más, Moscú adoptó una postura en firme oposición a devolver los territorios en disputa con Japón. Aunque Japón se unió al Grupo de los Siete países industrializados en la prestación de algún tipo de asistencia técnica y financiera a Rusia, las relaciones entre ambos se mantuvieron frías. En septiembre de 1992, el presidente ruso Boris Yeltsin aplazó una visita oficial programada a Japón. Finalmente, la visita tuvo lugar en octubre de 1993. Durante la visita, aunque se discutieron varias cuestiones de fondo, incluyendo los Territorios del Norte y la firma de un tratado de paz, no se vio mejoría significativa en las relaciones entre Japón y Rusia. El 30 de julio de 1998, el recién elegido primer ministro japonés Keizo Obuchi se concentró en cuestiones importantes: la firma de un tratado de paz con Rusia y la reactivación de la economía japonesa. Desafortunadamente antes de su muerte, su política con la Federación Rusa eludió su aplicación y las relaciones entre las dos naciones se mantuvo bajo un estado de guerra.

## Relaciones económicas
Complicadas relaciones económicas entre Japón y la Unión Soviética formaron parte de la Guerra Fría y la sobre mencionada disputa territorial.
Las importaciones desde la Unión Soviética declinaron durante la primera mitad de los años 1980s, desde casi 1'9 billones de dólares hasta menos de 1'5 billones, y después se recuperaron hasta cerca de $3'4 billones en 1990, representando un modesto aumento durante todo el período. Las exportaciones a la Unión Soviética se estancaron y luego crecieron modestamente, hasta más de $3'1 billones en 1988, antes de descender hasta $2'6 billones en 1990.
Relaciones comerciales con la Unión Soviética se desarrollaron de forma paralela a algunos desarrollos estratégicos. Japón estaba muy interesado en las materias primas de Siberia a comienzos de los años 1970, a la vez que los precios subían y la distensión persistía. Los desafíos de la distensión, especialmente la invasión de Afganistán en 1979, y la caída de los precios de las materias primas impusieron grandes restricciones a las relaciones de inversión y el comercio para Japón respecto a la Unión Soviética. Sólo después de que la política soviética empezó a cambiar bajo el mandato de Mijaíl Gorbachov, que comenzó en 1985, Japón aumentó el comercio.
El comercio japonés también fue obligado por el "Comité de Coordinación para el Control de Exportaciones Multilaterales" (CoCom), que controlaba las exportaciones de alta tecnología estratégica. En 1987 los Estados Unidos descubrieron que Toshiba Machine Tool había enviado herramientas de maquinaria de la lista de restricciones a la Unión Soviética, herramientas utilizadas para manufacturar hélices para submarinos más silenciosas. Aunque el gobierno japonés castigó de mala gana a Toshiba (y los Estados Unidos impusieron sanciones a las importaciones de Toshiba en respuesta), el resultado final fue una vigilancia mayor y castigos por violaciones CoCom en Japón.

## Embajadores

### Embajadores de la Unión Soviética en Japón
- Vladimir Vinogradov - 1962-1966

### Embajadores japoneses en la Unión Soviética
- Mamoru Shigemitsu (1936–1938) negoció con el Comisario Soviético de Exteriores Maxim Litvinoff sobre el incidente del Río Amur en 1937 y sobre la disputa fronteriza concerniente a varias islas deshabitadas.
- Shigenori Togo (1938–1940), negoció el acuerdo de fronteras firmado el 9 de junio de 1940.
- Yoshitsugu Tatekawa (1940–1942), concluyó el Pacto de Neutralidad de 1941.
- Naotake Sato (1942–1945), en 1945 fue informado de que el Pacto de Neutralidad no sería renovado.